# Microcosmodes villosulus
Microcosmodes villosulus is een keversoort uit de familie van de loopkevers (Carabidae). De wetenschappelijke naam van de soort is voor het eerst geldig gepubliceerd in 1879 door Maximilien de Chaudoir. Ze komt voor in West-Afrika, meer bepaald in Ghana en Guinee-Bissau.